# Pădurea Goroniște
Pădurea Goroniște este o arie protejată (arie specială de conservare — SAC, sit de importanță comunitară — SCI) din România întinsă pe o suprafață de 952,5 ha, integral pe uscat.

## Localizare
Situl se întinde pe teritoriul administrativ al al comunei Tinca din județul Bihor. Centrul sitului Pădurea Goroniște este situat la coordonatele 46°48′31″N 21°50′45″E / 46.808567°N 21.845725°E.

## Înființare
Situl Pădurea Goroniște (ROSCI0155) a fost declarat sit de importanță comunitară în decembrie 2007 pentru a proteja 3 specii de animale. Situl a fost protejat și ca arie specială de conservare în mai 2022. Acesta include aria naturală Poiana cu narcise de la Goroniște.

## Biodiversitate
Situată în ecoregiunea continentală, aria protejată conține 4 habitate naturale: Păduri de stejar și carpen Galio-Carpinetum, Păduri panonice-balcanice de stejar turcesc - stejar sesil, Păduri de stejar și de carpen dacice, Păduri mixte riverane de Quercus robur, Ulmus laevis și Ulmus minor, Fraxinus excelsior sau Fraxinus angustifolia, de-a lungul marilor râuri (Ulmenion minoris).
La baza desemnării sitului se află mai multe specii protejate de  amfibieni (3): buhai de baltă cu burtă roșie (Bombina bombina), izvoraș-cu-burta-galbenă (Bombina variegata), triton cu creastă (Triturus cristatus).
Pe lângă speciile protejate, pe teritoriul sitului au mai fost identificate 1 specie de plante, 1 specie de amfibieni, 4 specii de mamifere, 2 specii de reptile.